# Liu Zige
Liu Zige (Benxi, Provincia de Liaoning; 31 de marzo de 1989) es una nadadora china que ganó la medalla de oro en los 200 metros mariposa en los Juegos Olímpicos de Pekín 2008, batiendo además el récord mundial con un tiempo de 2:04,18. Al año siguiente rebajó esa plusmarca a 2:01,81.
La medalla de plata fue para su compatriota Jiao Liuyang con 2.04,72 y la de bronce para la australiana Jessicah Schipper, que partía como gran favorita, con 2:06,26.